# Villers-le-Rond
Villers-le-Rond ist eine französische Gemeinde mit 116 Einwohnern (Stand: 1. Januar 2022) im Département Meurthe-et-Moselle in der Region Grand Est (bis 2015 Lothringen). Sie gehört zum Arrondissement Val-de-Briey und ist Mitglied im Gemeindeverband Communauté de communes Terre Lorraine du Longuyonnais. Die Bewohner werden Les Culs de Chaudrongenannt.

## Geografie
Villers-le-Rond liegt etwa 80 Kilometer nordwestlich von Metz am Othain, der die Gemeinde im Westen begrenzt. Nachbargemeinden von Villers-le-Rond sind Velosnes im Nordwesten und Norden, Charency-Vezin im Nordosten und Osten, Saint-Jean-lès-Longuyon im Süden, Marville im Südwesten und Süden sowie Flassigny im Westen und Nordwesten.

## Bevölkerungsentwicklung
| Jahr                       | 1962 | 1968 | 1975 | 1982 | 1990 | 1999 | 2006 | 2019 |
| Einwohner                  | 62   | 64   | 62   | 64   | 68   | 74   | 91   | 117  |
| Quellen: Cassini und INSEE |      |      |      |      |      |      |      |      |

## Sehenswürdigkeiten
- Pfarrkirche Saint-Denis mit Ursprüngen aus dem 12. Jahrhundert. Sie birgt zahlreiche Ausstattungsgegenstände, die in der Base Palissy gelistet sind, darunter eine große Anzahl, die als Monument historique der beweglichen Objekte eingeschrieben sind.
- Schloss Custine aus dem 16./17. Jahrhundert
- Festes Haus Wopersnow aus dem 16. Jahrhundert